# 1948-as magyar vívóbajnokság
Az 1948-as magyar vívóbajnokság a negyvenharmadik magyar bajnokság volt. A férfi tőrbajnokságot június 13-án rendezték meg Budapesten, az UTE Eötvös utcai vívótermében, a párbajtőrbajnokságot június 26-án Budapesten, az UTE Eötvös utcai vívótermében, a kardbajnokságot június 20-án Budapesten, a Vasas Pasaréti úti vívótermében, a női tőrbajnokságot pedig június 6-án Budapesten, az UTE Eötvös utcai vívótermében.

## Eredmények
| Versenyszám          | Arany                              | Arany | Ezüst                 | Ezüst | Bronz                         | Bronz |
| -------------------- | ---------------------------------- | ----- | --------------------- | ----- | ----------------------------- | ----- |
| Férfi tőrvívás       | Gerevich Aladár Csepeli MTK        |       | dr. Bay Béla BEAC     |       | Hátszeghy József Újpesti TE   |       |
| Férfi párbajtőrvívás | dr. Rerrich Béla Hitelbank SE      |       | Hennyey Imre Vasas SC |       | Sákovics József Csepeli MTK   |       |
| Férfi kardvívás      | Kárpáti Rudolf Vasas SC            |       | Kovács Pál Ganz TE    |       | Rajcsányi László Vasas SC     |       |
| Női tőrvívás         | Majorné Horváth Katalin Újpesti TE |       | Kun Éva Vasas SC      |       | Elek Margit MNDSZ Atalante SE |       |